# Campionato europeo rallycross 2019
La stagione 2019 del campionato europeo rallycross è stata la quarantaquattresima edizione del campionato gestito dalla FIA. È iniziata il 27 aprile sul circuito di Catalogna a Montmeló, in Spagna, e si è conclusa il 15 settembre sul tracciato del Biķernieku Kompleksā Sporta Bāze a Riga, in Lettonia; la serie era costituita da otto eventi da disputarsi in altrettante differenti nazioni, di cui sette svoltisi in concomitanza con gli appuntamenti dal campionato del mondo.
Il campionato, come nella precedente stagione, vide la presenza della classe regina Supercar e della serie cadetta Super1600 e per entrambe le categorie vennero disputate in totale sei gare.
Il titolo continentale nella categoria Supercar venne conquistato dallo svedese Robin Larsson al volante di una Audi S1, il quale in Francia sollevò il suo secondo alloro europeo in carriera con una gara di anticipo. Nella classe Super1600 il campionato venne invece vinto all'ultima gara in Lettonia dal russo Ajdar Nuriev alla guida di una Audi A1.

## Calendario
Il campionato era costituito da otto appuntamenti tenutisi in altrettante differenti nazioni, con sei gare valide per la categoria regina Supercar e altrettante per la serie cadetta Super1600, non sempre disputatesi nel medesimo evento.
| Gara | Data            | Evento                              | Circuito                         | Località                                   | Categorie          |
| ---- | --------------- | ----------------------------------- | -------------------------------- | ------------------------------------------ | ------------------ |
| 1    | 27–28 aprile    | Cooper Tires World RX of Catalunya  | Circuito di Catalogna            | Montmeló, Catalogna, Spagna                | Super1600          |
| 2    | 11–12 maggio    | World RX of Benelux                 | Circuito di Spa-Francorchamps    | Stavelot, provincia di Liegi, Belgio       | Super1600          |
| 3    | 25–26 maggio    | Dayinsure World RX of Great Britain | Circuito di Silverstone          | Silverstone, Inghilterra, Regno Unito      | Supercar           |
| 4    | 15–16 giugno    | Team Verksted World RX of Norway    | Lånkebanen                       | Hell, Stjørdal, Trøndelag, Norvegia        | Supercar           |
| 5    | 7–8 luglio      | Swecon World RX of Sweden           | Höljesbanan                      | Höljes, Torsby, Contea di Värmland, Svezia | Supercar Super1600 |
| 6    | 17–18 agosto    | Euro RX of Germany                  | Estering                         | Buxtehude, Bassa Sassonia, Germania        | Supercar Super1600 |
| 7    | 30–31 agosto    | World RX of France                  | Circuito di Lohéac               | Lohéac, Bretagna, Francia                  | Supercar Super1600 |
| 8    | 14–15 settembre | Neste World RX of Latvia            | Biķernieku Kompleksā Sporta Bāze | Riga, Lettonia                             | Supercar Super1600 |

### Cambiamenti nel calendario rispetto alla stagione 2018
- La FIA decise di ridurre il numero degli appuntamenti, eliminando dal calendario iniziale il Rallycross del Portogallo.[4]
- Il Rallycross di Gran Bretagna tornò dopo un anno di assenza e venne disputato sul famoso circuito di Silverstone anziché nella classica sede di Lydden Hill.
- Il Rallycross del Belgio, che si disputava solitamente sul circuito Jules Tacheny Mettet, venne sostituito con un nuovo evento, il Rallycross del Benelux, da corrersi sul noto tracciato di Spa-Francorchamps.
- Il Rallycross di Germania fu l'unica gara dove si gareggiò unicamente per il campionato continentale e venne spostata dalla sua collocazione classica autunnale a metà agosto.

## Squadre e piloti

### Classe Supercar
| Costruttore | Vettura           | Squadra                         | Pneumatici | N°  | Pilota                | Gare   |
| ----------- | ----------------- | ------------------------------- | ---------- | --- | --------------------- | ------ |
| Audi        | Audi A1           | Karai Motorsport Sportegyesület | C          | 73  | Támas Kárai           | 3–8    |
| Audi        | Audi A1           | RXC Technics Motorsport KFT     | C          | 86  | Zoltán Vass           | 8      |
| Audi        | Audi S1           | JC Raceteknik                   | C          | 4   | Robin Larsson         | 3–7    |
| Audi        | Audi S1           | JC Raceteknik                   | C          | 54  | Mats Öhman            | 5, 8   |
| Citroën     | Citroën C4        | Ole Kristian Temte              | C          | 30  | Ole Kristian Temte    | 4–5    |
| Citroën     | Citroën DS3       | Mario Barbosa                   | C          | 75  | Mario Barbosa         | 4–7    |
| Citroën     | Citroën DS3       | Hans-Jøran Østreng              | C          | 88  | Hans-Jøran Østreng    | 4–5    |
| Citroën     | Citroën DS3       | David Meslier                   | C          | 27  | David Meslier         | 7      |
| Citroën     | Citroën DS3       | Stéphane de Ganay               | C          | 47  | Stéphane de Ganay     | 7      |
| Citroën     | Citroën DS3       | Jānis Veģeris                   | C          | 52  | Jānis Veģeris         | 8      |
| Ford        | Ford Fiesta (MK6) | TSK Baltijos Sportas            | C          | 55  | Paulius Pleskovas     | 3, 5–8 |
| Ford        | Ford Fiesta (MK6) | Mikko Ikonen                    | C          | 10  | Mikko Ikonen          | 3–7    |
| Ford        | Ford Fiesta (MK6) | Stein Egil Jenssen              | C          | 61  | Stein Egil Jenssen    | 4–6    |
| Ford        | Ford Fiesta (MK6) | Stene Andre Johansen            | C          | 76  | Stene Andre Johansen  | 5      |
| Ford        | Ford Fiesta (MK6) | Oliver O'Donovan                | C          | 2   | Oliver O'Donovan      | 7      |
| Ford        | Ford Fiesta (MK6) | Mark Flaherty                   | C          | 37  | Mark Flaherty         | 7      |
| Ford        | Ford Fiesta (MK6) | Derek Tohill                    | C          | 111 | Derek Tohill          | 7      |
| Ford        | Ford Focus        | Nyirád Motorsport KFT           | C          | 49  | Janko                 | 7      |
| Peugeot     | Peugeot 208       | Andréa Dubourg                  | C          | 23  | Andréa Dubourg        | 3–8    |
| Peugeot     | Peugeot 208       | Nyirád Motorsport KFT           | C          | 50  | Attila Mózer          | 3–8    |
| Peugeot     | Peugeot 208       | Rodolphe Audran                 | C          | 56  | Rodolphe Audran       | 3, 5–7 |
| Peugeot     | Peugeot 208       | Jean-Baptiste Dubourg           | C          | 87  | Jean-Baptiste Dubourg | 3–8    |
| Peugeot     | Peugeot 208       | Laurent Bouliou                 | C          | 78  | Laurent Bouliou       | 5, 7   |
| Peugeot     | Peugeot 208       | Antoine Massé                   | C          | 11  | Antoine Massé         | 7      |
| Peugeot     | Peugeot 208       | Pascal Lambec                   | C          | 28  | Pascal Lambec         | 7      |
| Peugeot     | Peugeot 208       | Emmanuel Anne                   | C          | 29  | Emmanuel Anne         | 7      |
| Peugeot     | Peugeot 208       | Gaëtan Sérazin                  | C          | 62  | Gaëtan Sérazin        | 7      |
| Peugeot     | Peugeot 208       | Patrick Guillerme               | C          | 83  | Patrick Guillerme     | 7      |
| Renault     | Renault Clio III  | Helmia Motosport                | C          | 48  | Lukas Walfridson      | 3–5    |
| Renault     | Renault Clio IV   | Emmanuel Galivel                | C          | 32  | Emmanuel Galivel      | 7      |
| SEAT        | SEAT Ibiza        | ALL-INKL.COM Münnich Motorsport | C          | 38  | Mandie August         | 3–8    |
| SEAT        | SEAT Ibiza        | ALL-INKL.COM Münnich Motorsport | C          | 77  | René Münnich          | 3–7    |
| Volkswagen  | Volkswagen Beetle | Eklund Motorsport               | C          | 45  | Pontus Tidemand       | 3–6    |
| Volkswagen  | Volkswagen Beetle | Mikko Ikonen                    | C          | 93  | Sebastian Eriksson    | 8      |
| Volkswagen  | Volkswagen Polo   | Hedströms Motorsport            | C          | 8   | Peter Hedström        | 3–6, 8 |
| Volkswagen  | Volkswagen Polo   | Hedströms Motorsport            | C          | 188 | Daniel Thoren         | 3, 5   |
| Volkswagen  | Volkswagen Polo   | Hedströms Motorsport            | C          | 53  | Alexander Hvaal       | 4      |
| Volkswagen  | Volkswagen Polo   | Hedströms Motorsport            | C          | 91  | Christer Dalmans      | 6      |
| Volkswagen  | Volkswagen Polo   | Hedströms Motorsport            | C          | 105 | Linus Westman         | 8      |
| Volkswagen  | Volkswagen Polo   | TBRX                            | C          | 16  | Thomas Bryntesson     | 3–8    |
| Volkswagen  | Volkswagen Polo   | Kristoffersson Motosport        | C          | 69  | Sondre Evjen          | 3–8    |
| Volkswagen  | Volkswagen Polo   | KRTZ Motorsport ACCR Czech Team | C          | 99  | Aleš Fučik            | 3–8    |
| Fonti:      |                   |                                 |            |     |                       |        |

### Classe Super1600
| Costruttore | Vettura           | Squadra                         | Pneumatici | N°  | Pilota                      | Gare        |
| ----------- | ----------------- | ------------------------------- | ---------- | --- | --------------------------- | ----------- |
| Audi        | Audi A1           | Volland Racing KFT              | C          | 15  | Gergely Márton              | 1–2, 5–8    |
| Audi        | Audi A1           | Volland Racing KFT              | C          | 39  | Artur Egorov                | 1–2, 5–8    |
| Audi        | Audi A1           | Volland Racing KFT              | C          | 48  | Ajdar Nuriev                | 1–2, 5–8    |
| Audi        | Audi A1           | Volland Racing KFT              | C          | 89  | Timur Šigabutdinov          | 1–2, 5–8    |
| Audi        | Audi A1           | Volland Racing KFT              | C          | 95  | Yuri Belevskiy              | 1–2, 5–8    |
| Citroën     | Citroën C2        | Maximilien Eveno                | C          | 75  | Maximilien Eveno            | 1–2, 5, 7   |
| Citroën     | Citroën C2        | Guro Majormoen                  | C          | 85  | Guro Majormoen              | 1–2, 5–6, 8 |
| Citroën     | Citroën C2        | Jérémy Lambec                   | C          | 128 | Jérémy Lambec               | 1           |
| Citroën     | Citroën C2        | Jimmy Terpereau                 | C          | 37  | Jimmy Terpereau             | 2, 5, 7     |
| Dacia       | Dacia Sandero     | David Moulin                    | C          | 53  | David Moulin                | 7           |
| Ford        | Ford Fiesta (MK6) | Karai Motorsport Sportegyesület | C          | 13  | András Ferjáncz             | 2, 5        |
| Opel        | Opel Corsa        | Lars Christian Lote Rosland     | C          | 80  | Lars Christian Lote Rosland | 6           |
| Peugeot     | Peugeot 207       | Jihoceský Autoklub V ACR        | C          | 96  | Marcel Suchý                | 1–2, 5–8    |
| Peugeot     | Peugeot 208       | Espen Isaksætre                 | C          | 8   | Espen Isaksætre             | 5           |
| Renault     | Renault Twingo    | AG Team                         | C          | 19  | Egor Sanin                  | 1–2, 5–8    |
| Renault     | Renault Twingo    | RS Racing Team                  | C          | 20  | Siim Saluri                 | 1–2, 5–8    |
| Renault     | Renault Twingo    | Jack Thorne                     | C          | 133 | Jack Thorne                 | 1–2, 5–7    |
| Renault     | Renault Clio      | Jan Anthony                     | C          | 35  | Jan Anthony                 | 6–7         |
| Renault     | Renault Mégane    | Marcel Snoeijers                | C          | 50  | Marcel Snoeijers            | 1–2, 5–8    |
| Škoda       | Škoda Citigo      | PAJR.s.r.o.                     | C          | 136 | Tomáš Krejčík               | 1–2, 5–8    |
| Škoda       | Škoda Fabia       | Diana Czech National Team       | C          | 3   | Pavel Vimmer                | 1–2, 5–8    |
| Škoda       | Škoda Fabia       | AG Team                         | C          | 7   | Marat Knjazev               | 1–2, 5–8    |
| Škoda       | Škoda Fabia       | Ligur Racing                    | C          | 10  | Janno Ligur                 | 1–2, 5–8    |
| Škoda       | Škoda Fabia       | Josef Šusta ACCR Czech Team     | C          | 16  | Josef Šusta                 | 1–2, 5–8    |
| Škoda       | Škoda Fabia       | Speedy Motorsport               | C          | 18  | Zsolt Szíjj Jolly           | 1–2, 5–7    |
| Škoda       | Škoda Fabia       | Jimmy Terpereau                 | C          | 37  | Jimmy Terpereau             | 1           |
| Škoda       | Škoda Fabia       | Marius Bermingrud               | C          | 51  | Marius Bermingrud           | 1–2, 5–8    |
| Škoda       | Škoda Fabia       | Ole Henry Steinsholt            | C          | 88  | Ole Henry Steinsholt        | 1–2, 5–8    |
| Škoda       | Škoda Fabia       | Jérémy Lambec                   | C          | 128 | Jérémy Lambec               | 1–2, 6–7    |
| Škoda       | Škoda Fabia       | Radoslaw Raczkowski             | C          | 117 | Radoslaw Raczkowski         | 2, 5–8      |
| Škoda       | Škoda Fabia       | Yvonnick Jagu                   | C          | 31  | Yvonnick Jagu               | 7           |
| Volkswagen  | Volkswagen Polo   | Jakub Wyszyński                 | C          | 57  | Jakub Wyszyński             | 1–2, 5      |
| Fonti:      |                   |                                 |            |     |                             |             |

## Risultati e statistiche
| Gara | Nome gara                                                      | Vincitori | Vincitori | Vincitori             | Vincitori                           | Vincitori    | Vincitori    | Statistiche  |
| Gara | Nome gara                                                      | Categoria | N°        | Pilota                | Squadra e vettura                   | Tempo finale | Punti totali | Partecipanti |
| ---- | -------------------------------------------------------------- | --------- | --------- | --------------------- | ----------------------------------- | ------------ | ------------ | ------------ |
| 1    | Cooper Tires World RX of Catalunya (27–28 aprile) — Resoconto  | Super1600 | 48        | Ajdar Nuriev          | Volland Racing KFT (Audi A1)        | 4'53"566     | 30           | 23           |
|      |                                                                |           |           |                       |                                     |              |              |              |
| 2    | World RX of Benelux (11–12 maggio) — Resoconto                 | Super1600 | 48        | Ajdar Nuriev          | Volland Racing KFT (Audi A1)        | 3'45"903     | 30           | 22           |
|      |                                                                |           |           |                       |                                     |              |              |              |
| 3    | Dayinsure World RX of Great Britain (25–26 maggio) — Resoconto | Supercar  | 4         | Robin Larsson         | JC Raceteknik (Audi S1)             | 4'09"383     | 30           | 17           |
|      |                                                                |           |           |                       |                                     |              |              |              |
| 4    | Team Verksted World RX of Norway (15–16 giugno) — Resoconto    | Supercar  | 4         | Robin Larsson         | JC Raceteknik (Audi S1)             | 4'29"584     | 30           | 19           |
|      |                                                                |           |           |                       |                                     |              |              |              |
| 5    | Swecon World RX of Sweden (7–8 luglio) — Resoconto             | Supercar  | 4         | Robin Larsson         | JC Raceteknik (Audi S1)             | 4'29"496     | 30           | 24           |
| 5    | Swecon World RX of Sweden (7–8 luglio) — Resoconto             | Super1600 | 51        | Marius Bermingrud     | Marius Bermingrud (Škoda Fabia)     | 4'54"268     | 27           | 25           |
|      |                                                                |           |           |                       |                                     |              |              |              |
| 6    | Euro RX of Germany (17–18 agosto)                              | Supercar  | 16        | Thomas Bryntesson     | TBRX (Volkswagen Polo)              | 4'06"547     | 29           | 18           |
| 6    | Euro RX of Germany (17–18 agosto)                              | Super1600 | 95        | Yuri Belevskiy        | Volland Racing KFT (Audi A1)        | 4'39"904     | 28           | 23           |
|      |                                                                |           |           |                       |                                     |              |              |              |
| 7    | World RX of France (30–31 agosto) — Resoconto                  | Supercar  | 4         | Robin Larsson         | JC Raceteknik (Audi S1)             | 3'45"999     | 29           | 27           |
| 7    | World RX of France (30–31 agosto) — Resoconto                  | Super1600 | 48        | Ajdar Nuriev          | Volland Racing KFT (Audi A1)        | 3'54"114     | 29           | 25           |
|      |                                                                |           |           |                       |                                     |              |              |              |
| 8    | Neste World RX of Latvia (14–15 settembre) — Resoconto         | Supercar  | 87        | Jean-Baptiste Dubourg | Jean-Baptiste Dubourg (Peugeot 208) | 5'28"001     | 29           | 15           |
| 8    | Neste World RX of Latvia (14–15 settembre) — Resoconto         | Super1600 | 89        | Timur Šigabutdinov    | Volland Racing KFT (Audi A1)        | 5'50"551     | 23           | 18           |

## Classifiche

### Punteggio
|                | Posizione | Posizione | Posizione | Posizione | Posizione | Posizione | Posizione | Posizione | Posizione | Posizione | Posizione | Posizione | Posizione | Posizione | Posizione | Posizione |
| Turno          | 1º        | 2º        | 3º        | 4º        | 5º        | 6º        | 7º        | 8º        | 9º        | 10º       | 11º       | 12º       | 13º       | 14º       | 15º       | 16º       |
| -------------- | --------- | --------- | --------- | --------- | --------- | --------- | --------- | --------- | --------- | --------- | --------- | --------- | --------- | --------- | --------- | --------- |
| Qualificazioni | 16        | 15        | 14        | 13        | 12        | 11        | 10        | 9         | 8         | 7         | 6         | 5         | 4         | 3         | 2         | 1         |
| Semifinali     | 6         | 5         | 4         | 3         | 2         | 1         |           |           |           |           |           |           |           |           |           |           |
| Finale         | 8         | 5         | 4         | 3         | 2         | 1         |           |           |           |           |           |           |           |           |           |           |

- Su sfondo rosso i piloti che non si qualificano per il turno successivo.

### Classifica piloti Supercar
| Pos. | Pilota                | GBR | NOR | SVE | GER | FRA | LET | Penalità | Punti |
| ---- | --------------------- | --- | --- | --- | --- | --- | --- | -------- | ----- |
| 1    | Robin Larsson         | 1   | 1   | 1   | 2   | 1   |     |          | 146   |
| 2    | Jean-Baptiste Dubourg | 3   | 2   | 3   | 6   | 2   | 1   |          | 139   |
| 3    | Thomas Bryntesson     | 2   | 3   | 7   | 1   | 7   | 7   |          | 130   |
| 4    | Andréa Dubourg        | 5   | 5   | 10  | 10  | 6   | 2   |          | 98    |
| 5    | René Münnich          | 4   | 10  | 5   | 3   | 5   |     |          | 90    |
| 6    | Tamás Kárai           | 7   | 11  | 4   | 9   | 3   | 9   |          | 79    |
| 7    | Sondre Evjen          | 13  | 6   | 12  | 7   | 12  | 5   |          | 73    |
| 8    | Pontus Tidemand       | 6   | 7   | 2   | 4   |     |     |          | 66    |
| 9    | Mikko Ikonen          | 8   | 4   | 9   | 8   | 9   |     |          | 58    |
| 10   | Peter Hedström        | 11  | 8   | 11  | 5   |     | 3   | -10      | 56    |
| 11   | Lukas Walfridson      | 9   | 12  | 8   |     |     |     |          | 32    |
| 12   | Mandie August         | 10  | 14  | 17  | 12  | 14  | 13  |          | 26    |
| 13   | Sebastian Eriksson    |     |     |     |     |     | 4   |          | 23    |
| 14   | Paulius Pleskovas     | 14  |     | 6   | 11  | 20  | 14  |          | 23    |
| 15   | Antoine Massé         |     |     |     |     | 4   |     |          | 18    |
| 16   | Aleš Fučik            | 15  | 13  | 20  | 17  | 16  | 10  |          | 16    |
| 17   | Linus Westman         |     |     |     |     |     | 6   |          | 13    |
| 18   | Mats Öhman            |     |     | 18  |     |     | 8   |          | 13    |
| 19   | Gaëtan Sérazin        |     |     |     |     | 8   |     |          | 11    |
| 20   | Alexander Hvaal       |     | 9   |     |     |     |     |          | 11    |
| 21   | Rodolphe Audran       | 12  |     | 22  | 14  | 21  |     |          | 10    |
| 22   | Patrick Guillerme     |     |     |     |     | 10  |     |          | 8     |
| 23   | Attila Mózer          | 17  | 17  | 16  | 16  | 23  | 11  |          | 8     |
| 24   | Laurent Bouliou       |     |     | 21  |     | 11  |     |          | 8     |
| 25   | Hans-Jøran Østreng    |     | 19  | 13  |     |     |     |          | 8     |
| 26   | Zoltán Vass           |     |     |     |     |     | 12  |          | 6     |
| 27   | Stéphane de Ganay     |     |     |     |     | 13  |     |          | 4     |
| 28   | Christer Dalmans      |     |     |     | 13  |     |     |          | 4     |
| 29   | Stein Egil Jenssen    |     | 15  | 23  | 15  |     |     |          | 4     |
| 30   | Stene Andre Johansen  |     | 14  |     |     |     |     |          | 3     |
| 31   | Mario Barbosa         |     | 18  | 15  | 18  | 17  |     |          | 2     |
| 32   | Jānis Veģeris         |     |     |     |     |     | 15  |          | 2     |
| 33   | Derek Tohill          |     |     |     |     | 15  |     |          | 2     |
| 34   | Ole Kristian Temte    |     | 16  | 24  |     |     |     |          | 1     |
| 35   | Daniel Thoren         | 16  |     | 19  |     |     |     |          | 0     |
| 36   | Emmanuel Anne         |     |     |     |     |     | 18  |          | 0     |
| 37   | David Meslier         |     |     |     |     |     | 19  |          | 0     |
| 38   | Janko                 |     |     |     |     |     | 22  |          | 0     |
| 39   | Pascal Lambec         |     |     |     |     |     | 24  |          | 0     |
| 40   | Emmanuel Galivel      |     |     |     |     |     | 25  |          | 0     |
| 41   | Mark Flaherty         |     |     |     |     |     | 26  |          | 0     |
| 42   | Oliver O'Donovan      |     |     |     |     |     | 27  |          | 0     |
| Pos. | Pilota                | GBR | NOR | SVE | GER | FRA | LET | Penalità | Punti |

| Colore  | Risultato                |
| ------- | ------------------------ |
| Oro     | Vincitore                |
| Argento | 2º posto                 |
| Bronzo  | 3º posto                 |
| Verde   | Finito a punti           |
| Blu     | Finito senza punti       |
| Blu     | Non classificato (NC)    |
| Viola   | Ritirato (Rit)           |
| Nero    | Squalificato (SQ)        |
| Nero    | Escluso (ES)             |
| Bianco  | Non ha gareggiato        |
| Bianco  | Iscrizione ritirata (WD) |
| Bianco  | Non partito (NP)         |
| Bianco  | Gara cancellata (C)      |

### Classifica piloti Super1600
| Pos. | Pilota                      | CAT | BEN | SVE | GER | FRA | LET | Penalità | Punti |
| ---- | --------------------------- | --- | --- | --- | --- | --- | --- | -------- | ----- |
| 1    | Ajdar Nuriev                | 1   | 1   | 2   | 4   | 1   | 7   |          | 156   |
| 2    | Gergely Márton              | 3   | 4   | 5   | 2   | 5   | 6   |          | 132   |
| 3    | Artur Egorov                | 2   | 5   | 9   | 6   | 3   | 2   |          | 117   |
| 4    | Yuri Belevskiy              | 5   | 15  | 3   | 1   | 2   | 4   |          | 103   |
| 5    | Egor Sanin                  | 8   | 2   | 6   | 7   | 9   | 5   |          | 97    |
| 6    | Timur Šigabutdinov          | 4   | 7   | 4   | 9   | 12  | 1   |          | 90    |
| 7    | Marius Bermingrud           | 13  | 11  | 1   | 3   | 7   | 8   |          | 89    |
| 8    | Marat Knjazev               | 9   | 8   | 7   | 5   | 10  | 10  |          | 80    |
| 9    | Janno Ligur                 | 6   | 9   | 11  | 23  | 8   | 3   |          | 66    |
| 10   | Josef Šusta                 | 12  | 3   | 17  | 8   | 15  | 9   |          | 50    |
| 11   | Maximilien Eveno            | 7   | 12  | 16  |     | 4   |     |          | 43    |
| 12   | Zsolt Szíjj Jolly           | 10  | 10  | 19  | 11  | 13  |     |          | 31    |
| 13   | Tomáš Krejčík               | 15  | 6   | 14  | 10  | 22  | 13  |          | 28    |
| 14   | Siim Saluri                 | 18  | 24  | 12  | 13  | 25  | 11  |          | 20    |
| 15   | Jack Thorne                 | 16  | 16  | 10  | 15  | 14  |     |          | 19    |
| 16   | Pavel Vimmer                | 17  | 14  | 18  | 12  | 17  | 12  |          | 15    |
| 17   | Espen Isaksætre             |     |     | 8   |     |     |     |          | 13    |
| 18   | Jakub Wyszyński             | 14  | 13  | 15  |     |     |     |          | 9     |
| 19   | Ole Henry Steinsholt        | 11  | 17  | 13  | 16  | 16  | 17  | -5       | 9     |
| 20   | Yvonnick Jagu               |     |     |     |     | 11  |     |          | 8     |
| 21   | Radoslaw Raczkowski         |     | 20  | 23  | 14  | 18  | 18  |          | 3     |
| 22   | Marcel Suchý                | 21  | 18  | 22  | 22  | 20  | 14  |          | 3     |
| 23   | Guro Majormoen              | 19  | 21  | 21  | 21  |     | 15  |          | 2     |
| 24   | Jimmy Terpereau             | 22  | 19  | 20  |     | 6   |     | -15      | 2     |
| 25   | Marcel Snoeijers            | 23  | 25  | 24  | 17  | 24  | 16  |          | 1     |
| 26   | Jan Anthony                 |     |     |     | 18  | 23  |     |          | 0     |
| 27   | Jérémy Lambec               | 20  | 22  |     | 19  | 19  |     |          | 0     |
| 28   | Lars Christian Lote Rosland |     |     |     | 20  |     |     |          | 0     |
| 29   | David Moulin                |     |     |     |     | 21  |     |          | 0     |
| 30   | András Ferjáncz             |     | 23  | 25  |     |     |     |          | 0     |
| Pos. | Pilota                      | CAT | BEN | SVE | GER | FRA | LET | Penalità | Punti |

| Colore  | Risultato                |
| ------- | ------------------------ |
| Oro     | Vincitore                |
| Argento | 2º posto                 |
| Bronzo  | 3º posto                 |
| Verde   | Finito a punti           |
| Blu     | Finito senza punti       |
| Blu     | Non classificato (NC)    |
| Viola   | Ritirato (Rit)           |
| Nero    | Squalificato (SQ)        |
| Nero    | Escluso (ES)             |
| Bianco  | Non ha gareggiato        |
| Bianco  | Iscrizione ritirata (WD) |
| Bianco  | Non partito (NP)         |
| Bianco  | Gara cancellata (C)      |